# Virginia E. Jenckes
Virginia Jenckes, née Ellis le 6 novembre 1877 et morte le 9 janvier 1975, est une femme politique américaine ayant rempli trois mandats en tant que représentante des États-Unis (1933-1939) pour le 6e district de l'Indiana. Cette originaire de Terre Haute est la première femme à être élue à la Chambre des représentants des États-Unis pour l'Indiana. Aux côtés de Kathryn O'Loughlin McCarthy, elle est la deuxième femme issue du Midwest et la première à ne pas succéder à un parent masculin. En 1937, elle devient la première femme américaine nommée déléguée américaine à l'Union interparlementaire à Paris, France. L'agricultrice au franc-parler et à l'esprit indépendant du comté de Vigo est une défenseure des femmes et se fait connaître pour son soutien aux mesures de gestion des inondations et à l'abrogation de la Prohibition, ainsi que pour son opposition au communisme. La réalisation la plus importante de Jenckes pour ses électeurs de l'Indiana est d'obtenir un crédit de 18 millions de dollars pour le bassin de la rivière Wabash, qui deviendra une loi.
Jenckes soutient largement les initiatives du New Deal en général et vote avec la majorité des démocrates au Congrès américain, bien qu'elle ne le fasse pas toujours. Au cours de ses dernières années, Jenckes devient particulièrement soucieuse de contrecarrer ce qu'elle croit être de la propagande communiste, malgré le mauvais accueil qu'elle reçoit. Après avoir pris sa retraite du Congrès en 1939, Jenckes est volontaire de la Croix-Rouge américaine pendant plus de vingt ans. Lors du soulèvement hongrois de 1956, elle attire l'attention nationale par ses efforts pour aider cinq prêtres catholiques à s'évader des prisons hongroises vers les États-Unis. En 1969, Jenckes retourne dans l'Indiana, où elle passe les dernières années de sa vie.

## Jeunesse
Virginia Ellis Somes, fille de James Ellis Somes, pharmacien, et de Mary Oliver Somes, est née à Terre Haute, Indiana, le 6 novembre 1877,. Elle fréquente les écoles publiques de Terre Haute, dont la Wiley High School, où elle est inscrite à l'âge de onze ans et devient la plus jeune élève de l'histoire de l'école. Elle quitte le lycée tôt pour terminer son éducation formelle en prenant deux ans de cours au Coates College for Women.
En 1912, alors que Jencks a trente-quatre ans, elle épouse Ray Greene Jenckes, soixante-huit ans, un fermier et marchand de céréales de Terre Haute. Ensemble, ils ont géré une ferme 1 300 acres le long de la rivière Wabash, dans l'ouest de l'Indiana. Après la mort de son mari en 1921, Jenckes hérite de la ferme avec son entreprise céréalière et en assume l'entière responsabilité,. Leur unique enfant, une fille prénommée Virginia, naît en 1913 et meurt de la tuberculose le 18 septembre 1936, à l'âge de vingt-deux ans,.

## Carrière

### Premières années
Jenckes, qui s'est impliquée dans l'agriculture dans le comté de Vigo depuis son mariage en 1912, est bien consciente des dommages que les inondations fréquentes causent. Elle rapporte plus tard que sa ferme a été inondée neuf fois en quatorze mois au cours des années 1920. En 1926, Jenckes joue un rôle plus actif dans les efforts de lutte contre les inondations après qu'elle et d'autres agriculteurs locaux aient organisé la Wabash-Maumee Valley Improvement Association. Elle en est secrétaire jusqu'en 1932,.
En 1928, Jenckes est l'une des deux femmes de la région de Terre Haute qui se rendent à la Convention nationale démocrate à Houston, au Texas, pour faire pression avec succès pour l'inclusion de l'un des plans de lutte contre les inondations de son association en tant qu'objectif du Parti démocrate sur le plan national,. Elle atteint également une notoriété nationale en 1928 en tant que secrétaire du Congrès national des rivières et des ports.

### Membre de la Chambre des représentants des États-Unis
En 1932, Jenckes devient la première femme de l'Indiana à être élue à la Chambre des représentants des États-Unis. Membre du Parti démocrate, elle représente le sixième district au soixante-treizième congrès et est réélue aux deux congrès suivants. Jenckes sert à la Chambre du 4 mars 1933 au 3 janvier 1939,.

#### Premier mandat
La première campagne de Jenckes pour un siège au Congrès commence en 1932, l'année après le redécoupage établi dans le sixième district de l'Indiana, qui comprenait dix comtés le long de la rivière Wabash dans l'ouest de l'Indiana. Le district, une zone essentiellement rurale de l'État, s'étend au nord du comté de Vigo au comté de Warren,. Avec sa fille adolescente comme chauffeur, Jenckes, âgée de quarante-quatre ans, mène une campagne intensive dans le nouveau district au cours duquel elle prononce plus de deux cents discours. Au cours de sa campagne, Jenckes se concentre sur l'abrogation de la Prohibition, qui, selon elle, contribue à la baisse du prix des céréales, ainsi que ses efforts liés au contrôle des inondations,.
Afin de remporter sa première élection, Jenckes doit vaincre deux opposants. Elle bat d'abord le titulaire démocrate, Courtland C. Gillen de Greencastle, Indiana, lors de la primaire du parti en mai 1932. Aux élections générales, elle bat ensuite Fred S. Purnell, un membre du Parti républicain déjà membre de la Chambre,. Jenckes, qui est l'une des quatre femmes aux États-Unis qui se présentent pour un siège à la Chambre en 1932, remporte facilement le siège lors de l'élection où elle obtient 54 % des voix et remporte sept des dix comtés du district,.
Jenckes se distingue rapidement à la Chambre, malgré son échec à obtenir l'affectation qu'elle souhaite au sein du comité de l'agriculture ou du comité des rivières et des ports. Au lieu de faire partie de ces comités plus importants, elle est affectée aux comités des mines et du minage, de la fonction publique et du district de Columbia. Elle conserve son appartenance aux comités de la fonction publique et du district de Columbia tout au long de sa carrière à la Chambre, mais quitte le comité des mines et du minage après la conclusion du 74e congrès,.
Défenseure des politiques du New Deal de Franklin D. Roosevelt, y compris le Civilian Conservation Corps, les réglementations bancaires, les soutiens économiques aux agriculteurs, les logements sociaux et les mesures de sécurité sociale, Jenckes favorise également l'abrogation de la Prohibition et soutient les problèmes agricoles, en particulier les mesures de contrôle des inondations,. Au cours de son premier mandat à la Chambre, elle donne suite à sa promesse de campagne d'abroger la Prohibition en votant en faveur de la loi Cullen-Harrison, qui autorise la production, le transport et la vente de bière qui passe en mars 1933. Elle vote également en faveur de l'Agricultural Adjustment Act et d'une législation alternative après que la Cour suprême des États-Unis eut déclaré la loi invalide. Grâce à son travail au sein du comité du district de Columbia, elle cherche à donner aux électeurs de la ville « une voix plus importante auprès de son gouvernement », à réduire la charge de travail de ses pompiers et à surveiller ses écoles.
De plus, Jenckes est une défenseure des anciens combattants et des travailleurs américains. Elle vote en faveur du projet de loi Patman Greenback Bonus Bill, qui étend une prime de salaire aux anciens combattants de la Première Guerre mondiale et encourage l'adoption de la Railroad Retirement Act. Alors que Jenckes soutient largement les initiatives du New Deal, elle ne suit pas toujours la majorité démocrate et l'exemple de l'administration Roosevelt,. Lors de son premier vote à la Chambre, elle exprime son esprit indépendant lorsqu'elle vote contre l'Economy Act de 1933 parce que ses réductions des dépenses gouvernementales réduiraient les prestations des anciens combattants, une décision que Jenckes a promis à ses électeurs qu'elle ne permettrait pas. Sa réalisation la plus importante pour ses électeurs est d'obtenir avec succès un crédit de 18 millions de dollars pour le bassin de la rivière Wabash,.

#### Deuxième mandat
Jenckes est réélue au Congrès dans une course serrée en 1934 face à Purnell, cette fois par une marge de 383 voix sur un total de 135 000,. Au cours de son deuxième mandat, elle joue un rôle plus actif en s'exprimant sur les problèmes des femmes. Deux thèmes qui caractérise le reste de sa carrière au Congrès : son « auto-identification en tant que championne des intérêts des femmes » et sa présentation comme quelqu'un qui peut offrir une perspective féminine sur les questions législatives. Approuvée par le National Woman's Party lors de sa campagne de réélection en 1934, Jenckes plaide pour l'égalité politique des femmes, même si elle n'est pas une féministe radicale selon des normes définies plus tard. Jenckes met l'accent sur les « distinctions traditionnelles entre les sexes » et soutient des politiques qui profitent aux femmes ainsi qu'aux intérêts des consommateurs et des entreprises. À titre d'exemple, Jenckes exhorte le Congrès à réduire les taxes sur les cosmétiques, bien qu'elles reconnaissent que les membres de l'industrie pharmaceutique l'aient persuadée de soutenir leur cause. Jenckes fait aussi valoir que les cosmétiques sont « des nécessités pour de nombreuses femmes qui travaillent » et que les taxes sont discriminatoires.
Elle a tendance à favoriser les programmes qui fournissent à sa circonscription un soutien économique et vote avec la majorité des démocrates du New Deal en général, même si elle est ambivalente à propos de certains de ces programmes. Par exemple, elle vote en faveur de la Social Security Act en 1935, mais refuse d'accepter les prestations de sécurité sociale dans ses dernières années. Elle commente : « Je pense que lorsque vous donnez une allocation aux gens, vous leur enlevez leur respect de soi ».

#### Troisième mandat
En 1936, Jenckes remporte un troisième mandat à la Chambre, en grande partie grâce à la victoire écrasante de Roosevelt, en battant Noble J. Johnson, son opposant républicain, quelques semaines seulement après la mort de sa fille de la tuberculose. Elle devient plus conservatrice dans ses dernières années. En 1938, elle demande à la Chambre d'interdire à la Works Progress Administration de participer à des projets de construction parce qu'elle estime que le programme fédéral « concurrence déloyalement » les métiers du bâtiment,. Elle est également une fervente partisane de J. Edgar Hoover et préconise le financement du Federal Bureau of Investigation par le Congrès.
Jenckes exprime son opposition au communisme et est particulièrement active dans les efforts visant à éliminer ce qu'elle croit être des activités subversives en Amérique. Le patriotisme américain de Jenckes et son vif intérêt pour les symboles nationaux l'amène également à introduire une législation exigeant que le drapeau américain flotte sur les bâtiments fédéraux,. Elle déclare publiquement qu'elle croit que le manque de mâts arborant des drapeaux américains au sommet des bâtiments publics à Washington, DC, est dû aux efforts des propagandistes communistes et appellent d'autres Américains, en particulier des femmes, à se joindre à sa croisade anticommuniste. Ces commentaires, ainsi que d'autres connexes, ridiculise Jenckes auprès du public et contribue également à faire d'elle « une figure controversée » tout au long de ses années au Congrès.

Virginia Jenckes arrivant à la Chambre des représentants des États-Unis le 30 décembre 1936.

Au milieu des années 1930, son patriotisme intense et ses opinions anticommunistes éclipse sa défense des intérêts des femmes. En 1935, Jenckes soutient un amendement à un projet de loi qui interdit d'enseigner, de défendre ou de mentionner le communisme dans les écoles publiques de la ville de Washington. La Chambre abroge l'amendement en 1937, mais pas avant que des désaccords sur le projet de loi ne provoquent des conflits entre Jenckes et d'autres membres du comité du district de Columbia. Après sa réélection pour son troisième et dernier mandat à la Chambre, elle continue à créer la controverse par ses commentaires anticommunistes et sa méfiance persistante envers la Russie et le Japon,. En 1937, par exemple, elle plaide pour l'enlèvement des cerisiers à Washington, DC, que le Japon avait donnés aux États-Unis à une époque antérieure en cadeau d'amitié et suggère qu'ils soient remplacés par des cerisiers américains car elle pense que les arbres du Japon représentent « un symbole de traîtrise et de déloyauté » et un moyen « d'ouvrir la voie à leurs espions et propagandistes ».
En 1937, Jenckes devient la première femme américaine nommée déléguée américaine à l'Union interparlementaire à Paris, en France. L'objectif de la rencontre annuelle, à laquelle elle assiste avec trois sénateurs américains masculins, est de promouvoir la paix et la coopération dans le but d'établir des démocraties représentatives. Lorsque Jenckes rentre aux États-Unis après la conférence, elle exprime son inquiétude croissante concernant les programmes de construction en expansion de l'Allemagne et exhorte le gouvernement américain à exiger le remboursement des prêts accordés aux pays européens pendant la Première Guerre mondiale pour décourager le réarmement. En tant qu'isolationniste, elle soutient également une forte accumulation de défense, arguant qu'« une défense forte est le meilleur moyen de garder les États-Unis hors de la guerre ».
Jenckes, une démocrate dans un district du Congrès fortement républicain, est la candidate malheureuse à sa réélection en 1938. Alors que ses actions reflétent généralement le conservatisme de son district, le travail de Jenckes au nom de ses électeurs ne la sauve pas de la défaite. Jenckes se présente sans opposition à la primaire démocrate, mais Noble J. Johnson, son opposant républicain, la bat de justesse aux élections générales. Jenckes, qui a suggéré que sa perte est le résultat d'une falsification des bulletins de vote, fait partie des soixante-dix démocrates de la Chambre battus à leur réélection cette année-là.

## Dernières années
Après avoir pris sa retraite du Congrès américain en 1939, Jenckes reste à Washington, DC, où elle est bénévole pour la Croix-Rouge américaine pendant près de deux décennies,. En tant que bénévole, elle travaille dans la première banque du sang des États-Unis.
Elle conserve également ses opinions anticommunistes. En 1956, à soixante-dix-neuf ans, elle attire l'attention nationale pour ses efforts pour aider cinq prêtres catholiques à s'évader des prisons de Budapest pendant le soulèvement hongrois. Jenckes sert également de liaison entre les combattants de la liberté hongrois et le gouvernement américain.
En 1969, Jenckes rentre dans l'Indiana où elle vit à Indianapolis pendant deux ans avant de retourner à Terre Haute en 1971.

## Mort et héritage
Après s'être fracturé le bassin, Jenckes est transférée de son domicile à Terre Haute, dans l'Indiana, à un établissement de soins infirmiers local, où elle décède le 9 janvier 1975, à l'âge de quatre-vingt-dix-sept ans. Elle est inhumée au cimetière Highland Lawn de Terre Haute.
Jenckes, qui représente le « populisme » et le « patriotisme » américain, est parmi les politiciens les plus « colorés » du Congrès à l'époque du New Deal. En raison de son anticommunisme acharné, elle est décrite comme « une guerrière de la guerre froide avant même, officiellement, qu'il y ait une guerre froide ».